# Єшей Зімба
Єшей Зімба (нар. 1952) — бутанський політик, прем'єр-міністр країни з 2000 до 2001 та з 20 серпня 2004 до 5 вересня 2005 року.

## Життєпис
Закінчив середню школу North Point і здобув ступінь бакалавра в коледжі святого Йосипа в місті Дарджилінг, Індія. Згодом Єшей здобув ступінь магістра економіки в університеті Вісконсин-Медісон, США.
Був міністром торгівлі та промисловості до своєї відставки влітку 2007 року через участь у виборах 2008 року до Національної асамблеї Бутану. За результатами виборів 2008 року став міністром у справах будівництва.

## Нагороди
Нагороджений Королівським орденом Бутану.